# Telebasis rubricauda
Telebasis rubricauda là một loài chuồn chuồn kim trong họ Coenagrionidae.
Loài này được xếp vào nhóm Loài ít quan tâm trong sách Đỏ của IUCN năm 2007.
Telebasis rubricauda được miêu tả khoa học năm 1995 bởi Bick & Bick.